# مونبيول
مون بيول-يي (Moon Byul-yi)(من مواليد 22 ديسمبر 1992)، اشتهرت بأسم مونبيول، هي مغنية راب ومغنية وكاتبة أغاني كورية جنوبية، ظهرت في 2014 كعضوة في مامامو وهي مغنية الراب الرئيسية للفرقة، في شهر مايو من عام 2018 ظهرت مون لأول مرة كفنانة منفردة مع إطلاق أول أغنية رقمية «أنانية»

## الاسم

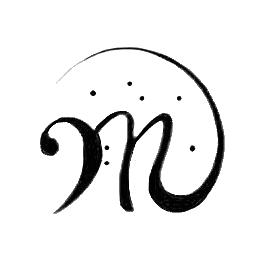
شعار مونبيول كمنفردة

### سبب التسمية
تم تسمية مونبيول باسم مون بيول لانه يوم ولادتها كانت السماء مليئة بنجوم لذلك قرر ولدها تسميتها بمونبيول لكي تتألق في هذا العالم.

### معنى والاصل
أصل اسم مونبيول كوري، ومعناه نجمة القمر بحيث «مون» قمر، «بيول» نجمة

## حياتها المبكرة
ولدت مونبيول في بتشون، مقاطعة غيونغي، كوريا الجنوبية، فصيلة دمها B ، ونمط شخصيتها ENFP ، وتتكلم اليابانية، الإنجليزية والصينية قليلاً، وتعرف العزف على البيانو وطبل والجيتار الاكتروني.
شاركت في ما يقارب 13 تجربة أداء وتم قبولها في 3 منها وإنظمت لوكالة د-بونسينس ولكن تم إختيارها على شكل رابر مع فرقة D-Unit ولكنها رفضت ولم توقع عقداً معهم، وفي عام 2010 شاركت في تجربت أداء RBW Family في سول وتم قبولها من المرة الأول، وفي عام 2011 تم قبوله في أكاديمية مملكة بايكتشي في قسم الفنون الموسيقية وغناء الوسائط، تدربت حوالي 4 سنوات، وفي يناير 2014 تم تغير موقعها من مغنية ثانوية إلى رابر رئيسية للفرقة، لذلك تدربت على يد سولار في غناء الراب، وبعد 6 أشهر ترسمت رسمياً مع فرقة مامامو وكان موقعها في الفرقة: رابر رئيسية، وقائدة رقص، وفي عام 2018 ترسمت كمغنية ثانوية للفرقة.

## مسيرة الفنية

### 2014: أول ظهور رسمي
ظهرت مونبيول لأول مره رسمياً كعضوة في فرقة مامامو في يونيو عام 2014، مع ان ظهورها حصل على بعض التعليقات الغير إيجابية بسبب انه كان على مامامو ان يترسموا بدون وجود رابر إلى أن تم إعتبارها من الرابر ذو ظهور مميز من قبل النقاد.

### 2015 - 2016: تمثيل، تعاون، وحدة فرعية
عام 2015 سبتمبر تم تصريح أن مونبيول ستمثل في دراما الويب الكورية القصيرة (بداية الحب) بدور يونا يونغ والتي كانت الشخصية الرئيسية للمسلسل، مع انه كان أول تمثيل لها لكن تمثيلها تلقى العديد من الردود الإيجابية من طرف عامة الشعب، وفي نفس العام قامت بتعاون مع فنانين وظهور في عدة برامج ترفيهية.
عام 2016 أغسطس 31 تم إنشاء وحدة فرعية رابر لفرقة مامامو والتي كانت تتظمن كل من مونبيول وهواسا مع أغنية الترسيم DAB DAB.

### 2017: دور تمثيل الثاني
عام 2017 أبريل تم تصريح عن كون مونبيول ستلعب أحد الأدوار الرئيسية في الدراما الشبابية (الأيدولز فريق المسرح) مع «سومي، سولجي عضوة ريد فلفيت، يوا عضوة اوه ماي قيرل، سوجونغ عضوة لوفليز، دي آن، وكيم سوهي»، تحكي الدراما الشبابية عن 7 فتيات يواجهون صعوبات وتحديات كثيرة من اجل تحقيق حلمهم ليصبحوا آيدولز وفي هذه الدراما ستكون بعض أحداثها واقعية وحدثت مع مونبيول قبل ترسيمها مع فرقة مامامو، بعد صدور الدراما تلقت تقيم جيداً جداً سوء داخل كوريا أو خارجها.

### 2018: أول ظهور منفرد
وفي مايو 2018، ظهرت لأول مرة كفنانة منفردة بأغنية "Selfish"، والتي كانت بتعاون مع سولجي عضوة ريد فليفت، وكان ترسيمها يعتبر من أفضل ترسيمات لعام 2018، وفي وقت لاحق من العام ظهرت كمتسابقة في البرنامج الشهير «قناع الغناء» بحيث كان لقبها هو "swan".

### 2019: تعاون، برامج
في عام 2019 قامت مونبيول بتعاون مع HA:TFELT مع أغنية Happy Now ، وتلق التعاون ردود أفعال إيجابية من المعجبين، في ثالث من نفس العام شاركت في بعض البرامج التلفزيونيه ومنها كويندوم التي أنظمت اليه مع العضوات، تم إنشاء فرقة راقصة داخل برنامج كويندوم تحت اسم الأحجيات 6 وكانت هي قائدة الفرقة.

### 2020: أول ألبوم كامل، برنامج إذاعي
أصدرت أول ألبوم كامل لها الذي كان بعنوان Dark" Side of the Moon " الذي كان معناه الجانب المظلم من القمر مع أغنية الرئيسية "ECLIPSE" في 14 فبراير 2020 . وقد أصبح البومها أكثر اللبوم مباعة للفنانة منفردة لعام 2020 بأكثر من 100 ألف نسخة مباعة، بعد بضع شهور قامت شركة Never.Now بإصدار خبر أن مونبيول سيكون لديها برنامج إذاعي خاص بها تحت اسم "Avengirls".

### 2021: إنتهاء فترة العقد، برنامج إذاعي
في يناير عام 2021 إنتهى برنامج "Avengirls" الإذاعي مما عبر الكثير من الاشخاص عن خيبة أملهم في إنتهاء البرنامج، لذلك قررت شركة Never.Now بإنشاء برنامج إذاعي جديد لمونبيول تحت اسم "Studice Moon Night"، والذي طلق ردود أفعال إيجابية من العامة والمعجبين.وفي 22 من نفس الشهر صرحت وكالة rbw رسمياً أنها قد جددت عقدها مع الوكالة حتى 2023 ديسمبر، في 2 ماي قامت بتعاون مع المغني بومكي في أغنية "the lady" وكان هذا التعاون أول تعاون لها لعام 2021.

## الألبومات

### اللبومات كاملة
| المبيعات      | مراكز ترسيم البياني | العام | العنوان               |
| المبيعات      | KOR                 | العام | العنوان               |
| KOR : 77,201+ | 2                   | 2020  | Dark side Of the Moon |
| ------------- | ------------------- | ----- | --------------------- |

### اللبومات التي تم إعادة إصدارها
| المبيعات      | مراكز ترسيم البياني | العام | عنوان |
| المبيعات      | KOR                 | العام | عنوان |
| KOR : 36,929+ | 7                   | 2020  | 門OON |
| ------------- | ------------------- | ----- | ----- |

### اللبومات مصغره
| المبيعات | مراكز ترسيم البياني | العام | عنوان   |
| المبيعات | KOR                 | العام | عنوان   |
| N/A      | -                   | 2018  | Selfish |
| -------- | ------------------- | ----- | ------- |

## الأغاني

### الأغاني رئيسية
| الألبوم               | المبيعات | مراكز ترسيم البياني | مراكز ترسيم البياني | مراكز ترسيم البياني | العام | عنوان                |
| الألبوم               | المبيعات | US WORLD            | KOR HOT             | KOR                 | العام | عنوان                |
| Selfish و Red moon    | N/A      | -                   | 82                  | 84                  | 2018  | Selfish (ft.Seulgi)  |
| Dark Side Of The moon | N/A      | -                   | 69                  | 96                  | 2020  | Weird Day (ft.Punch) |
| Dark Side Of The moon | N/A      | 14                  | 84                  | 140                 | 2020  | Eclipse              |
| 門OON                 | N/A      | 12                  | -                   | -                   | 2020  | Absence              |
| --------------------- | -------- | ------------------- | ------------------- | ------------------- | ----- | -------------------- |

### الأغاني الجانبية
| الألبوم               | المبيعات | مراكز ترسيم البياني | مراكز ترسيم البياني | العام | عنوان      |
| الألبوم               | المبيعات | KOR HOT             | KOR                 | العام | عنوان      |
| Dark Side Of The Moon | N/A      | -                   | -                   | 2020  | Mirror     |
| Dark Side Of The Moon | N/A      | -                   | -                   | 2020  | Moon Movie |
| Dark Side Of The Moon | N/A      | -                   | -                   | 2020  | Lljido     |
| Dark Side Of The Moon | N/A      | -                   | -                   | 2020  | Snow       |
| --------------------- | -------- | ------------------- | ------------------- | ----- | ---------- |

### مشتركة
| الألبوم | المبيعات      | مراكز ترسيم البياني | مراكز ترسيم البياني | مراكز ترسيم البياني | مشتركة مع | العام | عنوان   |
| الألبوم | المبيعات      | US WORLD            | KOR HOT             | KOR                 | مشتركة مع | العام | عنوان   |
| Memory  | KOR : 31,040+ | -                   | -                   | 69                  | هواسا     | 2016  | BAD BAD |
| ------- | ------------- | ------------------- | ------------------- | ------------------- | --------- | ----- | ------- |

### تعاون
| اللبوم         | المبيعات       | مراكز ترسيم البياني | مراكز ترسيم البياني | مراكز ترسيم البياني | العام | العنوان                            |
| اللبوم         | المبيعات       | US WORLD            | KOR HOT             | KOR                 | العام | العنوان                            |
| 2nd Mimi Album | KOR : 128,199+ | -                   | -                   | 16                  | 2015  | Nothing (Yoo sung-eun ft.moonbyul) |
| ليست ضمن ألبوم | N/A            | -                   | -                   | -                   | 2019  | Happy Now (HA.TFELT ft.moonbyul)   |
| ليست ضمن ألبوم | N/A            | -                   | -                   | 193                 | 2020  | Say Yes (Punch ft.moonbyul)        |
| ليست ضمن ألبوم | N/A            | -                   | -                   | -                   | 2020  | Greedyy (JeA ft.moonbyul)          |
| ليست ضمن ألبوم | N/A            | _                   | _                   | _                   | 2021  | The lady (Bumkey ft.moonbyl)       |
| -------------- | -------------- | ------------------- | ------------------- | ------------------- | ----- | ---------------------------------- |

### أوست (ost)
| اسم الدراما          | المبيعات     | مراكز ترسيم البياني | العام | عنوان          |
| اسم الدراما          | المبيعات     | KOR                 | العام | عنوان          |
| الأيدولز فريق المسرح | KOR : 16,514 | -                   | 2017  | Deep Blue Eyes |
| -------------------- | ------------ | ------------------- | ----- | -------------- |

### الأغاني الأخرى
| الألبوم                   | المبيعات     | مراكز ترسيم البياني | مراكز ترسيم البياني | العام | عنوان                        |
| الألبوم                   | المبيعات     | KOR HOT             | KOR                 | العام | عنوان                        |
| Two yoo Project Sugar Man | KOR : 33,185 | N/A                 | 54                  | 2015  | Like Yesterday (مع solar)    |
| Purple                    | KOR : 61,284 | -                   | -                   | 2017  | Love And Hate (سولو مونبيول) |
| ------------------------- | ------------ | ------------------- | ------------------- | ----- | ---------------------------- |

### فديو موسيقي MV
| المخرج        | عنوان               | العام |
| Zanybos       | BAD BAD (مع هواسا)  | 2016  |
| Zanybos       | SELFISH (ft.seulji) | 2018  |
| Park Woo      | In My Room          | 2018  |
| Kang Sooyoung | Snow                | 2019  |
| Zanybos       | Eclipse             | 2020  |
| ------------- | ------------------- | ----- |

## فيلموغرافيا

### مسلسلات تلفزيونية
| مصدر   | دور                                   | اسم الدراما          | قناة العرض    | العام |
| [ 9 ]  | يو نا يونغ (الحلقة 1-5)               | إبدأ الحب            | Naver TV Cast | 2015  |
| [ 10 ] | نفسها (الحلقة 1)                      | Entourage            | tvN           | 2016  |
| [ 11 ] | نفسها لكن عندما كانت متدربة (13 حلقه) | الايدولز فريق المسرح | SBS           | 2017  |
| ------ | ------------------------------------- | -------------------- | ------------- | ----- |

### برامج تلفزيونية
| ملاحظة | دورها   | اسم البرنامج            | قناة العرض | العام |
| الحلقة 185 مع سولار | نفسها   | مرحبا أيها المستشار     | KBS2       | 2014  |
| حلقة خاصة مع سولار | متسابقة | Tray relay sang         | KBS2       | 2014  |
| الحلقة 214 مع عضوات مامامو | متسابقة | الاغاني الخالدة         | KBS2       | 2015  |
| الحلقة 2 مع عضوات مامامو | نفسها   | Yman TV                 | Mnet       | 2015  |
| الحلقة 214 مع عضوات مامامو | نفسها   | ويكلي أيدول             | MBC Every1 | 2015  |
| برنامج واقعي | متسابقة | مامامو X جيفريند        | MBC Every1 | 2016  |
| من فريق التمثيل بجانب يو من لوفليز - سولقي من ريد فليفت - ديانا من سونامو - يوا من أه ماي قيرل - كيم سوهي - سومي عضوة I.O.I السابقة | ممثلة   | الأيدولز فريق المسرح    | SBS joy    | 2017  |
| الحلقة 313 مع عضوات مامامو وفرقة جيفريند                                                                                            | نفسها   | ويكلي أيدول             | MBC Every1 | 2017  |
| الحلقة 179 بلقب "بعجة" | متسابقة | ملك قناع الغناء         | MBC Every1 | 2018  |
| الحلقات من 1 إلى 4 | متسابقة | In Sync                 | KBS2       | 2019  |
| حلقة خاصة | نفسها   | Section TV              | MBC        | 2019  |
| حلقة خاصة | نفسها   | أعطي طعام لكلبك         | 채널 A     | 2019  |
| الحلقة 9 | متسابقة | 2020 ISAC               | MBC        | 2020  |
| حلقة خاصة (فازت بالجائزة الكبرى) | متسابقة | بطولة آيدول ستار للكلاب | MBC        | 2020  |
| --- | ------- | ----------------------- | ---------- | ----- |

### البرامج الإذاعية
| ملاحظة            | اسم البرنامج       | قناة العرض | العام       |
| هي مقدمة البرنامج | Avengirls          | Never.Now  | 2020 - 2021 |
| هي مقدمة البرنامج | Studice Moon Night | Never.Now  | 2021        |
| ----------------- | ------------------ | ---------- | ----------- |

## الإنجازات
1. Moonbyul أول أنثى منفردة والوحيده التي يتجاوز مبيعات ألبومها 100 ألف نسخة مباعة في مخطط قاون لعام 2020.
2. Moonbyul أكثر فنانه أنثى كورية تمتلك معجبين إناث.
3. Moonbyul أفضل رابر أنثى في الصين لعام 2020.
4. Moonbyul أكثر فنانة من الجيل الثالث تمتلك أغاني من كتابتها وتلحينها.
5. Moonbyul أكثر فنانة تحقيق للمركز الأول لاجمل 100 وجه في آسيا لعام 2020.
6. Moonbyul أكثر أنثى مبيعا لعام 2020.
7. Moonbyul تم إختبارها كأكثر فنانة أنثى يرغبون الايدولز بتعاون معها.
8. Moonbyul أول أيدولز فتاة يتخطى حفل الموسيقي الخاص بها 10 ملايين إعجاب في أقل من 5 ساعة على V LIVE.
9. Moonbyul الفنانه الكورية الثانية التي فازت بجائزة أفضل أنثى منفردة من حفل صيني.
10. Moonbyul فازت بالجائزة الكبرى في بطولة ايدولز ستار للكلاب.
11. MOONBYUL أول عضوة في فرقة تتخطى حاجز 2 مليون متابع على تيك توك.
12. MOONBYUL أول عضوة فرقة من الجيل الثالث تمتلك اللبوم كامل بعد ترسيم.
13. MOONBYUL أول عضوة فرقة من الجيل الثالث تمتلك اللبوم تم إعادة إصداره.
14. MOONBYUL أول عضوة فرقة من الجيل الثالث تقوم بتصميم رقصة لأغنية ترسيمها.
15. MOONBYUL أفضل رابر أنثى في الكيبوب لعام 2020

## جوائز وترشحات

### Melon Music Awards
| النتيجة | العمل/المرشح   | الفئة                | العام |
| خسارة   | Deep Blue Eges | جائزة الإتجاه الساخن | 2017  |
| ------- | -------------- | -------------------- | ----- |

### KPOPSTARZ Awards
| النتيجة | العمل/المرشح | الفئة             | الأصل | العام |
| فوز     | مونبيول      | أفضل فنانه منفردة | صيني  | 2020  |
| ------- | ------------ | ----------------- | ----- | ----- |

## وصلات خارجية
- مونبيول على موقع ميوزك برينز (الإنجليزية)
- مونبيول على موقع ديسكوغز (الإنجليزية)